# Чепарій-Унгурень
Чепарій-Унгурень, Чепарій-Унгурені (рум. Ceparii Ungureni) — село у повіті Арджеш в Румунії. Входить до складу комуни Чепарі.
Село розташоване на відстані 148 км на північний захід від Бухареста, 44 км на північний захід від Пітешть, 112 км на північний схід від Крайови, 97 км на південний захід від Брашова.

## Населення
За даними перепису населення 2002 року у селі проживали 387 осіб, усі — румуни. Усі жителі села рідною мовою назвали румунську.